# 5890 Carlsberg
5890 Carlsberg (1979 KG) là một tiểu hành tinh vành đai chính được phát hiện ngày 19 tháng 5 năm 1979 bởi Richard Martin West ở Đài thiên văn La Silla.